# Гуменюк Валентина
Валентина Гуменюк (поетичний псевдонім Палома, нар. смт Ланівка, Тернопільська область) — українська поетеса, письменниця, авторка пісень та громадська діячка в діаспорі (Іспанія).

## Життєпис
За освітою економістка-фінансистка. Працювала в науково-дослідному секторі вишу, обласних планових і комерційних структурах міста Тернополя. З 1999 мешкає в Мадриді, Іспанія.

## Творчість
Перша збірка поезії «Із Богом у душі» вийшла з друку в 2014, Тернопіль.
В 2017 році збірка поезії «Мій світ тобі» вийшла друком у Києві.
В 2019 році збірка поезії «Осінній колаж» вийшла друком у Києві і видавництві «Український пріоритет».
Співавторка книг «Небесна сотня: історія нескорених», Тернопіль (2015); «Поезія, народжена Жінкою», Київ, 2015 та десятка інших.
Неодноразово друкувалися в часописі «Літературний Тернопіль» в обласних, районних, зарубіжних періодичних виданнях, виступала на радіо.

## Громадська діяльність
Співаініціаторка створення поетичного товариства «Наше слово» в місті Мадрид (Іспанія). 
Працювала над двома випусками альманаху «Наше слово» як літературна редакторка і поетеса (2015, 2017).

## Відзнаки
- Дипломантка фестивалю «Українська весна в Барселоні», 2017;
- Лауреатка літературно-мистецької премії імені Пантелеймона Куліша ( за збірку «Мій світ тобі», 2019)[3].